# Basilique Sainte-Rose-de-Lima de Buenos Aires
La basilique Sainte-Rose-de-Lima de Buenos Aires est une église située dans le quartier (barrio) de Balvanera à Buenos Aires — capitale de l’Argentine —, à laquelle l’Église catholique donne les statuts d’église paroissiale, de basilique mineure et de sanctuaire national. Elle est rattachée à l’archidiocèse de Buenos Aires, et dédiée à sainte Rose de Lima.
La basilique a été construite entre 1928 et 1934 — année où le 32e Congrès eucharistique international (es) s’est déroulé à Buenos Aires — par l’architecte éclectique local Alejandro Christophersen (es), qui qualifie le style de « romano-byzantin du Périgord », reconnaissant s’être notamment inspiré de la cathédrale Saint-Front située à Périgueux en France.